# 1 Decembrie, Ilfov
1 Decembrie (anterior, Copăcenii de Sus, Copăceni-Carada, Regele Ferdinand și 30 Decembrie) este o comună în județul Ilfov, Muntenia, România, formată numai din satul de reședință cu același nume. Comuna a purtat diverse nume, în funcție de perioada din istoria României, și a conținut între 1968 și 2005 și satul Copăceni.
Ea se află la sud-vest de municipiul București, pe malul stâng al Argeșului, fiind traversată de șoseaua DN5.

## Geografie
Comuna se află pe malul stâng al râului Argeș și pe cel drept al Sabarului, fiind traversată de șoseaua națională DN5, care leagă Bucureștiul de Giurgiu. La 1 Decembrie, această șosea se intersectează cu șoseaua județeană DJ401D, care o leagă spre nord-vest de Dărăști-Ilfov și Măgurele și spre est de Copăceni și Vidra.
Solurile din zona comunei sunt aluviale, de textură lutoasă.

## Demografie
Componența etnică a comunei 1 Decembrie
     Români (78,15%)
     Romi (4,36%)
     Alte etnii (0,57%)
     Necunoscută (16,91%)
Componența confesională a comunei 1 Decembrie
     Ortodocși (78,41%)
     Alte religii (3,68%)
     Necunoscută (17,91%)
Conform recensământului efectuat în 2021, populația comunei 1 Decembrie se ridică la 8.206 locuitori, în creștere față de recensământul anterior din 2011, când fuseseră înregistrați 7.817 locuitori. Majoritatea locuitorilor sunt români (78,15%), cu o minoritate de romi (4,36%), iar pentru 16,91% nu se cunoaște apartenența etnică. Din punct de vedere confesional, majoritatea locuitorilor sunt ortodocși (78,41%), iar pentru 17,91% nu se cunoaște apartenența confesională.

## Politică și administrație
Comuna 1 Decembrie este administrată de un primar și un consiliu local compus din 15 consilieri. Primarul, Gheorghe Petre[*], de la Coaliția Națională pentru România, este în funcție din 2012. Începând cu alegerile locale din 2024, consiliul local are următoarea componență pe partide politice:
|  | Partid                            | Consilieri | Componența Consiliului | Componența Consiliului | Componența Consiliului | Componența Consiliului | Componența Consiliului | Componența Consiliului | Componența Consiliului |
|  | --------------------------------- | ---------- | ---------------------- | ---------------------- | ---------------------- | ---------------------- | ---------------------- | ---------------------- | ---------------------- |
|  | Coaliția Națională pentru România | 7          |                        |                        |                        |                        |                        |                        |                        |
|  | Alianța pentru Unirea Românilor   | 4          |                        |                        |                        |                        |                        |                        |                        |
|  | Partidul PRO România              | 2          |                        |                        |                        |                        |                        |                        |                        |
|  | Alianța Dreapta Unită             | 2          |                        |                        |                        |                        |                        |                        |                        |

## Istorie
De-a lungul timpului localitatea a avut diverse denumiri, reflectând schimbările politice din țară.
Numele inițal era cel de Copăcenii de Sus (Copăceni-Carada), iar la sfârșitul secolului al XIX-lea, era o comună de sine stătătoare în județul Ilfov, plasa Sabarul, având 1312 locuitori în 268 de case și 2 bordeie. Comuna avea o școală, în proprietatea comunei și o biserică ortodoxă cu hramul Sf. Filofteia. Principalul proprietar de moșie în zonă era Gheorghe Em. Filipescu. În anii următori, comuna a fost desființată, satul Copăcenii de Sus fiind inclus în comuna Copăcenii-Mogoșești, din cadrul plășii Vidra a aceluiași județ. În 1931, satul Copăcenii de Sus s-a separat de comuna Copăcenii-Mogoșești și a constituit comuna Regele Ferdinand.
După venirea comunismului denumirea a fost schimbată în 30 Decembrie, data la care regele Mihai era forțat de comuniști să renunțe la tron în anul 1947. În 1950, comuna a fost arondată raionului Vidra din regiunea București și apoi (după 1960) raionului Giurgiu din aceeași regiune. În 1968, județele au fost reînființate, iar comuna, din care făceau parte satele 30 Decembrie și Copăceni a fost arondată județului Ilfov, până în 1981, când, în urma unei revizuiri, a trecut la județul Giurgiu. După o scurtă perioadă, în urma lucrărilor de amenajare a râului Argeș, comuna a trecut la Sectorul Agricol Ilfov, aflat în subordinea municipiului București, sector care în 1998 avea să devină județul Ilfov. După prăbușirea regimului comunist, în 1996, denumirea a fost schimbată în 1 Decembrie, pentru a sărbători ziua națională a României.
În 2005, satul Copăceni s-a separat de comuna 1 Decembrie și a constituit comuna Copăceni.

## Persoane născute în localitate
- Angela Similea
- Margareta (Magda) Matache